# Латерит

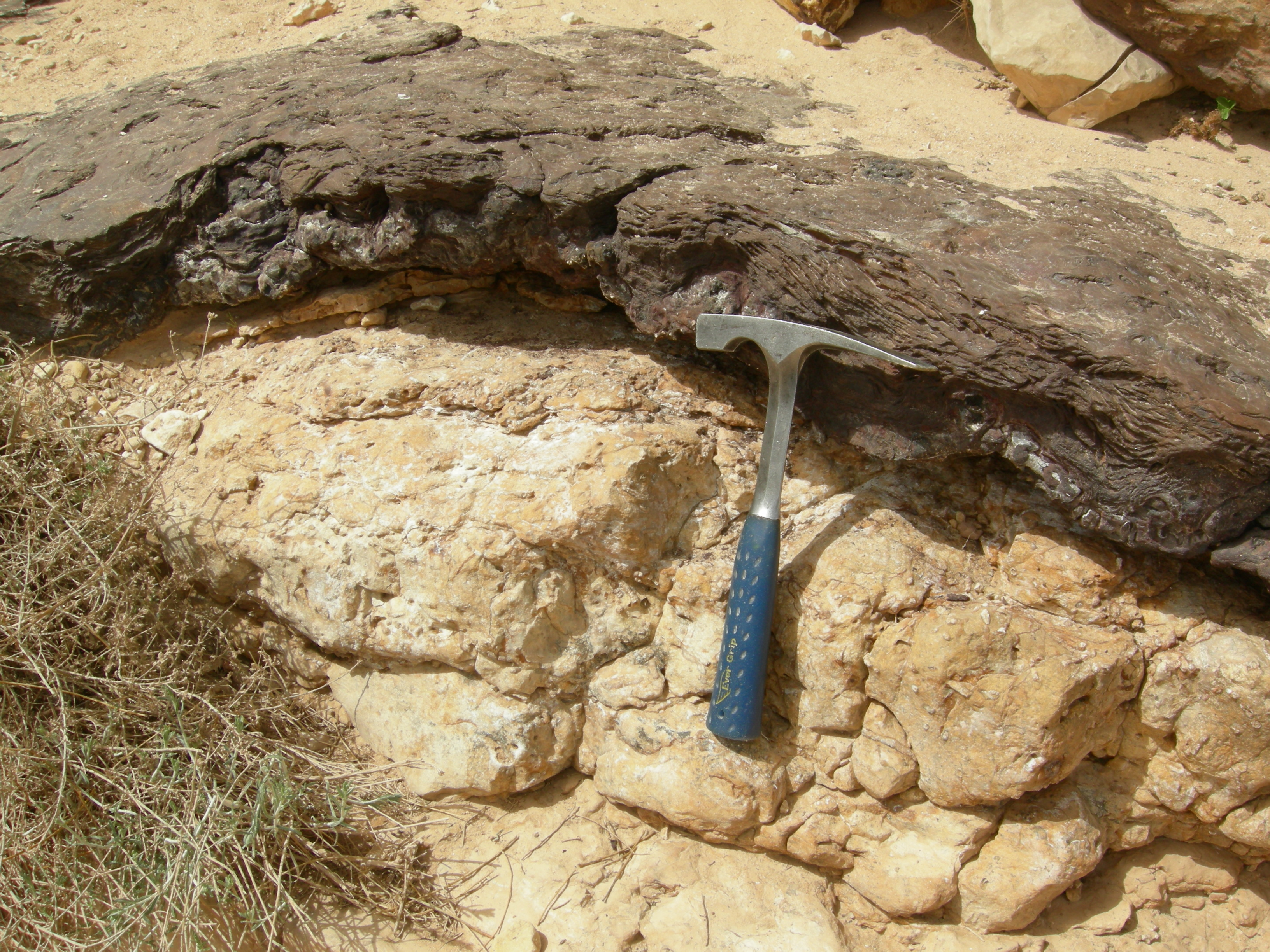
Латерит

Латери́т (англ. laterite, нім. Laterit m, від лат. later — «цегла») — червоноколірний залізистий або залізисто-глиноземистий елювіальний продукт глибокого фізико-хімічного вивітрювання алюмосилікатних порід в умовах вологого тропічного та субтропічного клімату. Термін «латерит» вперше використав шотландський геолог Френсіс Б'юкенен 1807 року для позначення червоноколірних залізистих порід кори вивітрювання, що їх використовували у Індії та інших країнах для виготовлення будівельної цегли. Згодом латеритами почали називати групу червоноколірних порід, різних за складом і походженням. У ґрунтознавстві терміном «латерит» позначають щільний ґрунтовий горизонт, збагачений оксидами заліза та мангану, які принесені ґрунтовими водами.
Латерити утворюються лише у тропічних і субтропічних областях з середньорічною кількістю опадів 1300—2000 мм і середньорічною температурою 20-30 °C.
Геологічний вік латериту змінюється від сучасного до палеозойського і давнішого. В тропічній зоні земної кулі латерит покриває великі плато і горбисті території. Потужність шару латериту коливається від декількох метрів до 50 м. Залежно від складу материнських головних порід, що зазнавали вивітрювання, розрізнюють латерити бокситоносні, нікеленосні, залізисті, манґаноносні, а також елювіальні розсипи золота, платини, алмазів, каситериту та ін. Глинисті латерити використовують як будівельний матеріал.
В Україні латерит є на Кримському півострові.